# Post Tenebras Lux
Post Tenebrax Lux es un largometraje escrito y dirigido por Carlos Reygadas y estrenado en 2012. Aborda, de manera casi demencial, la niñez y la muerte y compara la vida urbana con la rural. Fue ganadora en el Festival de Cannes en el 2012, en el rubro de mejor dirección.

## Trama
La película aborda, con una peculiar narrativa, la vida de Juan (Adolfo Jiménez Castro), un adinerado jefe de familia que, junto a su esposa Natalia (Nathalia Acevedo) y sus dos pequeños hijos, Eleazar (Eleazar Reygadas) y Rut (Rut Reygadas), decide cambiar la vida de la ciudad por la simple y sencilla vida de campo. Comenzando de nuevo, con una ostentosa casa (a comparación de los pocos vecinos que por ahí viven), empiezan a disfrutar del momentáneo sabor que la vida rural parece evocar. Así pues, el degradado sabor que imperaba al comienzo empieza a desmoronarse para el matrimonio. Los hijos, por otro lado, disfrutan la vida nada engorrosa y perfecta que les ofrece ese lugar desapacible. Juan empieza a tener contacto con la gente que vive en el mismo rumbo. El Siete (Willebaldo Torres), un hombre que suele hacer lo que esté en sus manos para sobrevivir, lo lleva a conocer las reuniones de Alcohólicos Anónimos que se llevan a cabo en una destartalada cabaña, en medio del bosque. La película nos lleva a manos de los problemas más íntimos que cada uno de los personas contrae, no para alimentar un argumento superficial, sino que cada personaje se ve inmiscuido en los problemas que aquejan el día a día de una cultura rural, donde el mundo es cruel y la vida es más dura.

## Elenco
- Adolfo Jiménez Castro como Juan.
- Nathalia Acevedo como Nathalia.
- Willebaldo Torres como El Siete.
- Rut Reygadas como Rut.
- Eleazar Reygadas como Eleazar.

## Producción
Reygadas comenzó el desarrollo de la idea para la película cuando estaba en su casa, en Morelos, México. De acuerdo con Reygadas, «quería hacer una película donde la razón interviniera lo menos posible». Muchos elementos de la cinta son autobiográficos, por ejemplo, las escenas de los jugadores de rugby son un recuerdo de su época de estudiante en Inglaterra. La cinta fue producida por Jaime Romandía y Carlos Reygadas, a través de las compañías Mantarraya Producciones y NoDreamsCinema, coproducida por Le Pacte. Fue filmada en aspecto 4:3 y un marcado efecto de distorsión en las esquinas del cuadro, un elemento tomado del impresionismo, dando la apariencia de estar mirando a través de una ventana de cristal opacada.

## Recepción
La cinta tiene un porcentaje de aceptación del 57% en Rotten Tomatoes y una calificación de 69/100 en Metacritic. El crítico de cine Andrew O'Hehir consideró la cinta como una «obra maestra» y aclaró que «es una cinta divisible, incluso entre los devotos del cine de arte», destaca además que «es una cinta sobre relaciones personales, conflictos familiares».
El estreno de la cinta, el 24 de mayo del 2012, generó grandes polémicas cuando los periodistas especializados abuchearon el estreno y retaron a Reygadas a enunciar el argumento. “Me halaga que a mucha parte de la prensa no le guste. No es mi objetivo gustarle al mayor número de gente posible”, comentó en rueda de prensa Carlos Reygadas, quien con objeto del reto de enunciar el argumento comentó: "Si se pudiera contar, entonces no habría conseguido hacer la película que buscaba".
Ha recibido críticas variadas. Robert Abele del diario Los Angeles Times la describió como «una rareza, que visualmente encaja en el cine de arte». Otra reseña positiva, del diario The New York Times declara que «todos los elementos de la cinta son parte de la conciencia del pasado y presente de Reygadas, una cinta con elementos autobiográficos». Neil Young de The Hollywood Reporter dijo que «a pesar de sentir admiración por el anterior trabajo de Reygadas (Luz Silenciosa)», calificó el trabajo de pretencioso. El sitio Screen International alabó la labor del director de fotografía Alexis Zabé y clasificó la cintta de «genuina, pero con elementos experimentales que parecen buscarle un significado y forma».